# Gran Premio motociclistico di Svezia 1972
Il Gran Premio motociclistico di Svezia fu l'undicesimo appuntamento del motomondiale 1972.
Si svolse il 22 e 23 luglio 1972 sul circuito di Anderstorp, e corsero tutte le classi tranne i sidecar (125 e 350 sabato 22, le restanti classi domenica 23) alla presenza di oltre 100.000 spettatori.
Vittoria di misura (appena 28 centesimi di secondo su Kent Andersson) di Ángel Nieto in 125.
Doppietta per Giacomo Agostini in 350 e 500.
Nella gara della 50 Nieto cadde tentando di raggiungere la Kreidler del vincitore Jan de Vries.
In 250 Rodney Gould (che aveva comandato per qualche giro la gara della mezzo litro) vinse agevolmente.
In occasione del GP si svolse anche una gara non iridata di sidecar (vinta dai fratelli Eric e Hampus von Post) e una della Formula 750 (vinta da Kent Andersson su una Yamaha 350).

## Classe 500
36 piloti alla partenza, 20 al traguardo.

### Arrivati al traguardo
| Pos. | Pilota               | Moto      | Tempo        | Punti |
| ---- | -------------------- | --------- | ------------ | ----- |
| 1    | Giacomo Agostini     | MV Agusta | 1h 04' 19" 9 | 15    |
| 2    | Rodney Gould         | Yamaha    | +16" 6       | 12    |
| 3    | Bosse Granath        | Husqvarna | +1' 38" 3    | 10    |
| 4    | Dave Simmonds        | Kawasaki  | +1 giro      | 8     |
| 5    | Kim Newcombe         | König     | +1 giro      | 6     |
| 6    | Sven-Olof Gunnarsson | Kawasaki  | +1 giro      | 5     |
| 7    | Bruno Kneubühler     | Yamaha    | +1 giro      | 4     |
| 8    | Chas Mortimer        | Yamaha    | +1 giro      | 3     |
| 9    | Billie Nelson        | Yamaha    | +1 giro      | 2     |
| 10   | Ulf Nilsson          | Suzuki    | +1 giro      | 1     |

## Classe 350

### Arrivati al traguardo
| Pos. | Pilota           | Moto      | Tempo        | Punti |
| ---- | ---------------- | --------- | ------------ | ----- |
| 1    | Giacomo Agostini | MV Agusta | 1h 01' 49" 8 | 15    |
| 2    | Phil Read        | MV Agusta | +36" 81      | 12    |
| 3    | Jarno Saarinen   | Yamaha    |              | 10    |
| 4    | Renzo Pasolini   | Aermacchi |              | 8     |
| 5    | Dieter Braun     | Yamaha    |              | 6     |
| 6    | Jack Findlay     | Yamaha    |              | 5     |
| 7    | János Drapál     | Yamaha    |              | 4     |
| 8    | Bosse Granath    | Yamaha    |              | 3     |
| 9    | Bruno Kneubühler | Yamaha    |              | 2     |
| 10   | Ken Redfern      | Yamsel    |              | 1     |

## Classe 250

### Arrivati al traguardo
| Pos | Pilota           | Moto      | Tempo     | Punti |
| --- | ---------------- | --------- | --------- | ----- |
| 1   | Rodney Gould     | Yamaha    | 55' 21" 7 | 15    |
| 2   | Jarno Saarinen   | Yamaha    | +29" 2    | 12    |
| 3   | Renzo Pasolini   | Aermacchi |           | 10    |
| 4   | Kent Andersson   | Yamaha    |           | 8     |
| 5   | Teuvo Länsivuori | Yamaha    |           | 6     |
| 6   | Tapio Virtanen   | Yamaha    |           | 5     |
| 7   | Rémy Hirschy     | Yamaha    |           | 4     |
| 8   | John Dodds       | Yamaha    |           | 3     |
| 9   | Silvio Grassetti | MZ        |           | 2     |
| 10  | Börje Jansson    | Yamaha    |           | 1     |

## Classe 125
16 piloti al traguardo.

### Arrivati al traguardo
| Pos | Pilota             | Moto        | Tempo      | Punti |
| --- | ------------------ | ----------- | ---------- | ----- |
| 1   | Ángel Nieto        | Derbi       | 45' 59" 69 | 15    |
| 2   | Kent Andersson     | Yamaha      | +0" 28     | 12    |
| 3   | Chas Mortimer      | Yamaha      | +53" 13    | 10    |
| 4   | Börje Jansson      | Maico       | +56" 80    | 8     |
| 5   | Jos Schurgers      | Bridgestone | +1 giro    | 6     |
| 6   | Matti Salonen      | Yamaha      | +1 giro    | 5     |
| 7   | Bernd Köhler       | MZ          |            | 4     |
| 8   | Pentti Salonen     | Yamaha      |            | 3     |
| 9   | Lothar John        | Yamaha      |            | 2     |
| 10  | Ryszard Mankiewicz | MZ          |            | 1     |

## Classe 50
42 piloti alla partenza.

### Arrivati al traguardo
| Pos | Pilota             | Moto     | Tempo      | Punti |
| --- | ------------------ | -------- | ---------- | ----- |
| 1   | Jan de Vries       | Kreidler | 30' 36" 94 | 15    |
| 2   | Theo Timmer        | Jamathi  | +1' 29" 71 | 12    |
| 3   | Juan Parés March   | Derbi    | +1' 53" 23 | 10    |
| 4   | Jan Bruins         | Kreidler | +1' 53" 92 | 8     |
| 5   | Teunis Ramaker     | Jamathi  | +1' 54" 59 | 6     |
| 6   | Lars Persson       | Monark   | +1 giro    | 5     |
| 7   | Leif Rosell        | Jamathi  | +1 giro    | 4     |
| 8   | Jan Huberts        | Kreidler | +1 giro    | 3     |
| 9   | Hans-Jürgen Hummel | Kreidler | +1 giro    | 2     |
| 10  | Henk van Kessel    | Kreidler | +1 giro    | 1     |